# Grand Prix Formule 1 van Nederland 1961
De Grand Prix Formule 1 van Nederland 1961 werd gehouden op 22 juni op het circuit van Zandvoort. Het was de tweede race van het seizoen. Alle auto's behaalden de finish, dit was voor het eerst in de geschiedenis van de Formule 1. Deze race heeft een opmerkelijk record in handen: het record voor de minste pitstops in een Formule 1-race, namelijk nul. Geen van de vijftien gestarte rijders kwam tijdens de race binnen voor een pitstop. Tijdens de Grand Prix van België in 2021 werd dit record geëvenaard. Door de extreme weersomstandigheden werden er in België alleen enkele rondes achter de safety car gereden en waren er ook geen pitstops.

## Uitslag
| Pos. | Nr. | Coureur                 | Constructeur  | Rondes | Tijd / Oorzaak uitval | Grid | Punten |
| ---- | --- | ----------------------- | ------------- | ------ | --------------------- | ---- | ------ |
| 1    | 3   | Wolfgang von Trips      | Ferrari       | 75     | 2:01:52.1             | 2    | 9      |
| 2    | 1   | Phil Hill               | Ferrari       | 75     | +0,9 s                | 1    | 6      |
| 3    | 15  | Jim Clark               | Lotus-Climax  | 75     | +13,1 s               | 11   | 4      |
| 4    | 14  | Stirling Moss           | Lotus-Climax  | 75     | +22,2 s               | 4    | 3      |
| 5    | 2   | Richie Ginther          | Ferrari       | 75     | +22,3 s               | 3    | 2      |
| 6    | 10  | Jack Brabham            | Cooper-Climax | 75     | +1:20.1               | 7    | 1      |
| 7    | 12  | John Surtees            | Cooper-Climax | 75     | +1:26.7               | 9    |        |
| 8    | 4   | Graham Hill             | BRM-Climax    | 75     | +1:29.8               | 5    |        |
| 9    | 5   | Tony Brooks             | BRM-Climax    | 74     | +1 Ronde              | 8    |        |
| 10   | 7   | Dan Gurney              | Porsche       | 74     | +1 Ronde              | 6    |        |
| 11   | 6   | Jo Bonnier              | Porsche       | 73     | +2 Rondes             | 12   |        |
| 12   | 11  | Bruce McLaren           | Cooper-Climax | 73     | +2 Rondes             | 14   |        |
| 13   | 16  | Trevor Taylor           | Lotus-Climax  | 73     | +2 Rondes             | 16   |        |
| 14   | 8   | Carel Godin de Beaufort | Porsche       | 72     | +3 Rondes             | 17   |        |
| 15   | 9   | Hans Herrmann           | Porsche       | 72     | +3 Rondes             | 13   |        |
| NS   | 17  | Masten Gregory          | Cooper-Climax |        |                       |      |        |
| NS   | 18  | Ian Burgess             | Lotus-Climax  |        |                       |      |        |

## Noot
- Eerste snelste ronde voor Jim Clark.
- Eerste Grand Prix-winst voor Wolfgang von Trips en een Duitse coureur.

## Galerij

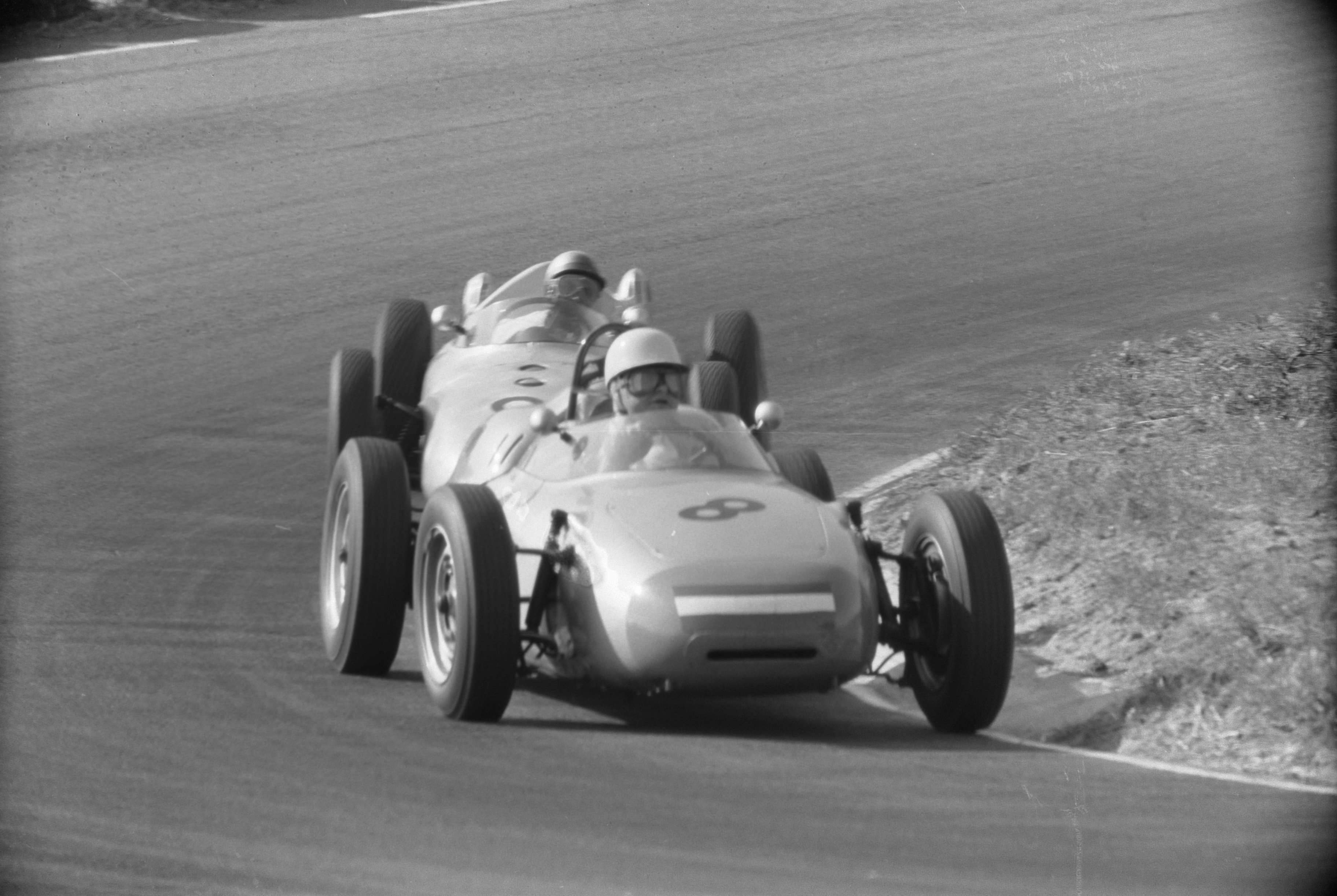
Carel Godin de Beaufort in de Porsche 718 in actie tijdens de Grand Prix Formule 1 van Nederland 1961

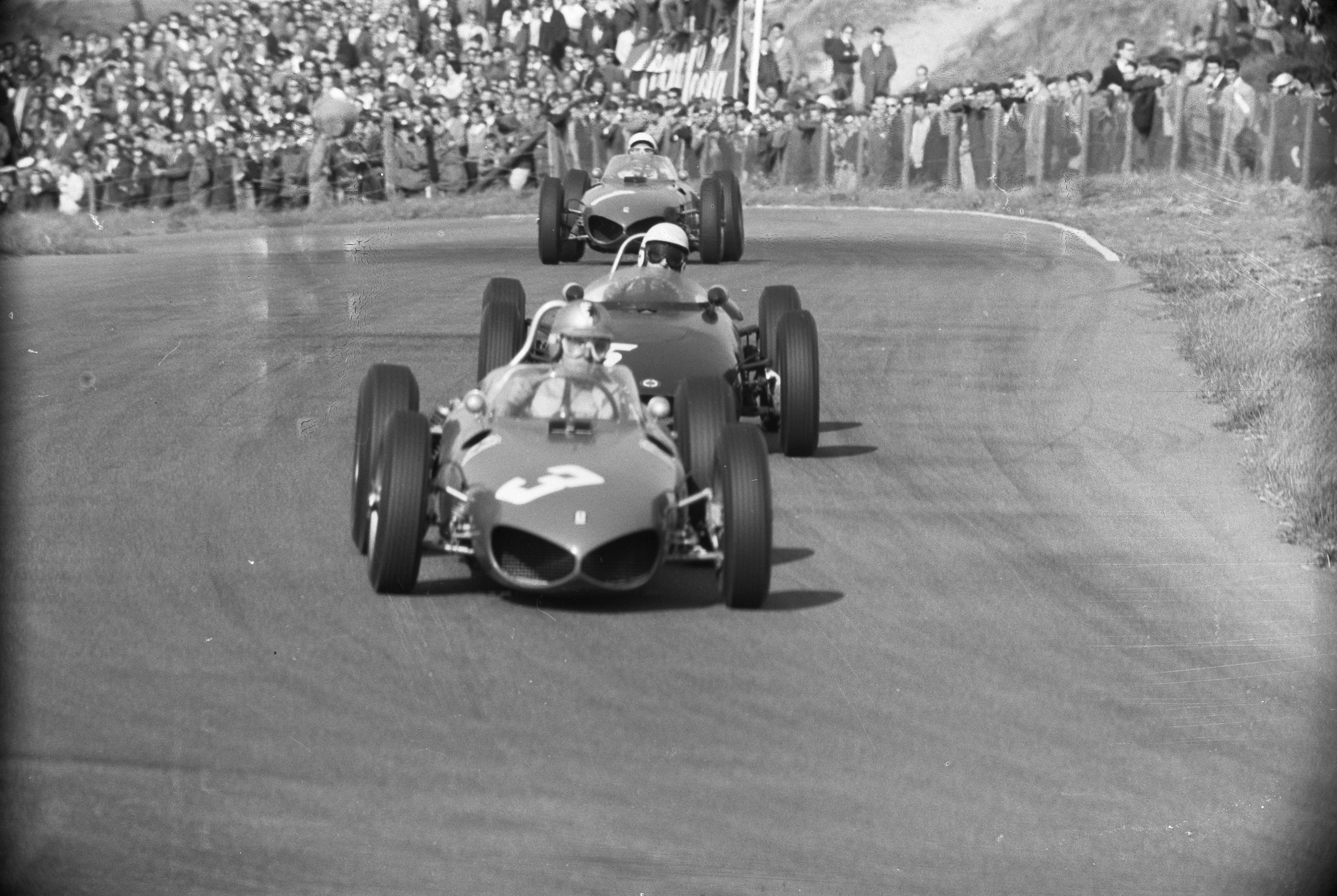
Wolfgang Von Trips, Tony Brooks en Phil Hill

1948 · 1949 · 1950 · 1951 · 1952 · 1953 · 1955 · 1958 · 1959 · 1960 · 1961 · 1962 · 1963 · 1964 · 1965 · 1966 · 1967 · 1968 · 1969 · 1970 · 1971 · 1973 · 1974 · 1975 · 1976 · 1977 · 1978 · 1979 · 1980 · 1981 · 1982 · 1983 · 1984 · 1985 · 2020 · 2021 · 2022 · 2023 · 2024 · 2025  · 2026